# جيمس هوران (ممثل)
جيمس هوران (بالإنجليزية: James Horan)‏ مواليد 14 ديسمبر 1954 في لويفيل، الولايات المتحدة، هو ممثل ومؤدي أصوات أمريكي بدأ مسيرته الفنية سنة 1981.

## الأعمال

### مسلسلات
- 24
- أول ماي تشيلدرن
- عالم آخر
- بيواتش
- المسحورات
- عقول إجرامية
- ديناستي
- المستشفى العام
- جينيرايتور ريكس
- غايدنغ لايت
- هايلاندر
- هانتر
- الضياع
- ملروس بليس
- المحبة
- ريمنغتون ستيل
- ستار تريك: ديب سبيس ناين
- ستار تريك: الجيل التالي
- ستار تريك: فوياجر
- سيم بايونك تايتن
- ذا دوكس اوف هازرد
- ذا إدج أوف نايت
- ذا ينغ أند ذا رستلس
- ترانسفورمرز: برايم
- جوال تكساس ووكر

### ألعاب فيديو
- أيس كمبات: أسولت هورايزن
- أيج أوف إمبايرز 3
- آخر مسخر هواء
- الأرض المشتعلة
- باتمان: أركام أسايلم
- باتمان: أركام سيتي
- باتمان: أركام نايت
- باتمان: أركام أوريجنز
- ديابلو 3
- فول أوت: فيغاس الجديدة
- كينغدوم هارتس II
- رجوع لايتنينغ: فاينل فانتازي XIII
- ميتال غير سوليد 5: جراوند زيروز
- ميتال غير سوليد 5: ذا فانتوم بين
- فلايت سيميولتر إكس
- لا مزيد من الأبطال
- راتشت أند كلانك:جونج كوماندو
- راتشت أند كلانك:أب يور أرسنال
- ساموراي ويسترن
- شال شاك :نام '67
- حرب النجوم: فرسان الجمهورية القديمة
- سيفون فلتر:عامل التصفية
- عودة المومياء
- ذا بنيشر
- أنشارتد 2: بين اللصوص
- ياكوزا

## وصلات خارجية
- جيمس هوران على موقع IMDb (الإنجليزية)
- جيمس هوران على موقع ميوزك برينز (الإنجليزية)
- جيمس هوران على موقع قاعدة بيانات الفيلم (الإنجليزية)

- الموقع الرسمي